# L'Aldosa de Canillo
L'Aldosa de Canillo (abans l'Aldosa) és un nucli de població oficial o veïnat de la parròquia de Canillo, al Principat d'Andorra. L'any 2023 tenia 289 habitants.

## Geografia

CS-255 o camí de l'Aldosa

El veïnat de l'Aldosa està localitzat a la marge dreta del riu Valira, al llarg de la CG-2, per la qual s'arriba, entre els veïnats de Ransol al nord a 2 kilòmetres i El Vilar al sud, a 3 kilòmetres. Canillo, el centre parroquial, es troba només a 4 kilòmetres.

### Nomenclàtor
Heus ací el nomenclàtor de la població segons el Govern d'Andorra:
- Camí de l'Aldosa
- Carretera de l'Aldosa
- Pujada de l'Era de Dalt
- Plaça de la Font
- Carrer de Sant Antoni
- Camí de les Rocatelles

## Història
Segons en Joan Coromines, el topònim d'"Aldosa" prové de l'arrel romànica "Elze", que donà lloc a la paraula "Alzina". El Sant Patró de l'Aldosa és Sant Antoni de Pàdua, que dona nom a la capella de Sant Antoni de l'Aldosa, i la seua festivitat es commemora el 13 de juny.
L'any 1666, el Copríncep, Melcior de Palau i Boscà, autoritzà a la població a construir una església. Tot i així, el projecte no es dugué a termini. L'any 1848, el Copríncep Simó de Guardiola i Hortoneda concedí una segona autorització i en aquesta ocasió si es va construir una església, la de Sant Antoni de l'Aldosa, en un estil que recorda al romànic medieval, el típic de les valls d'Andorra.
Arran de l'aprovació del Nomenclàtor d'Andorra l'any 2010, la població se li va afegir el "de Canillo" per diferenciar-lo de l'Aldosa de la Massana.

## Demografia
| Gràfica d'evolució de L'Aldosa de Canillo entre 2010 i 2023 |
|                                                             |

## Transport

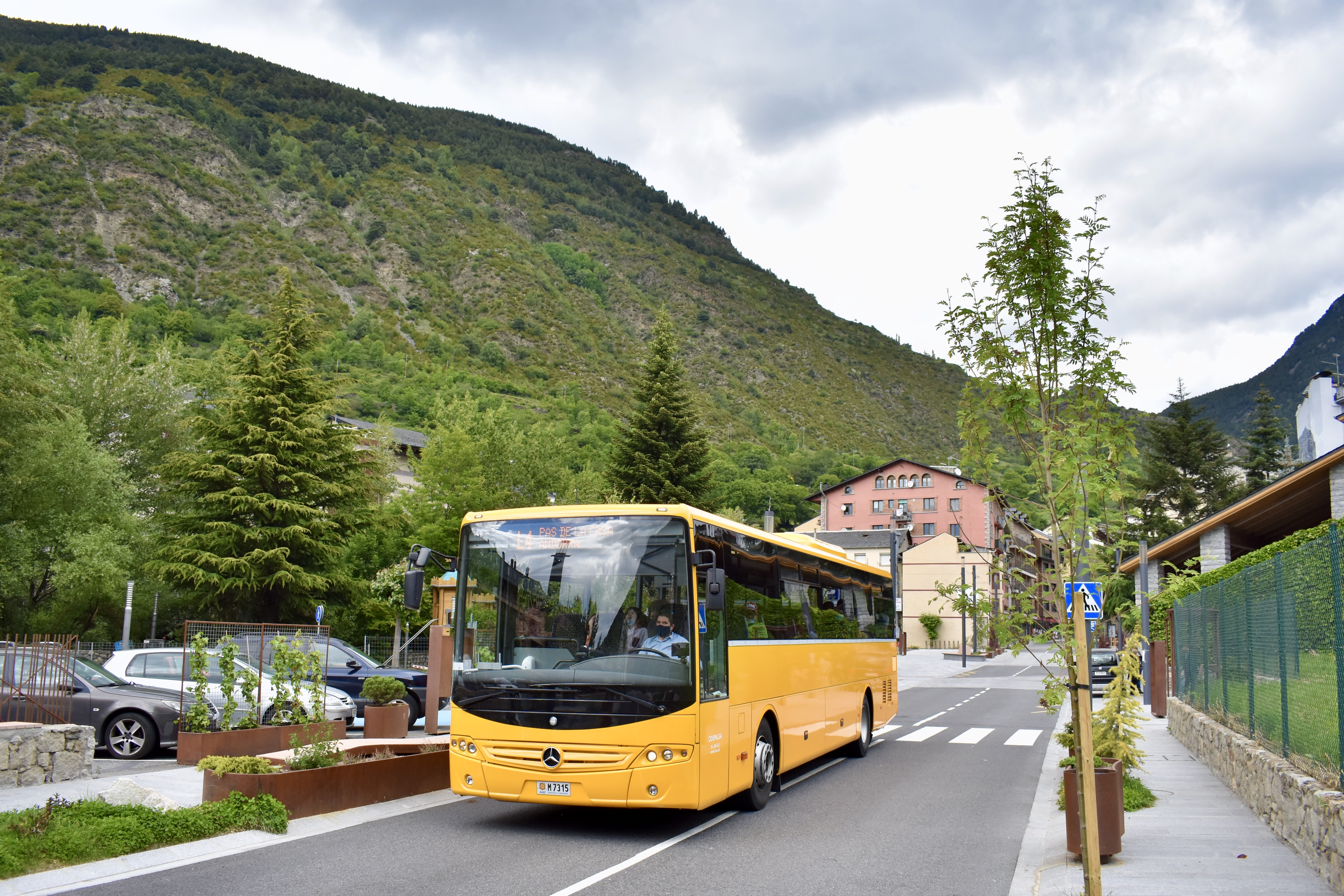
Autocar de la línia 4

### Carretera
- CG-2 - CS-255

### Públic
- Cooperativa Interurbana Andorrana (Coopalsa)[9]
  - Línia 3 (Andorra la Vella-Soldeu): 131 (La Creu de l'Aldosa) - 134 (L'Aldosa)
  - Línia 4 (Andorra la Vella-el Pas de la Casa): 131 (La Creu de l'Aldosa) - 134 (L'Aldosa)